# Comté de Vilas

Localisation du comté de Vilas
dans l'État du Wisconsin

Le comté de Vilas est un comté situé dans l'État du Wisconsin aux États-Unis. Il a pour siège la ville d'Eagle River. 

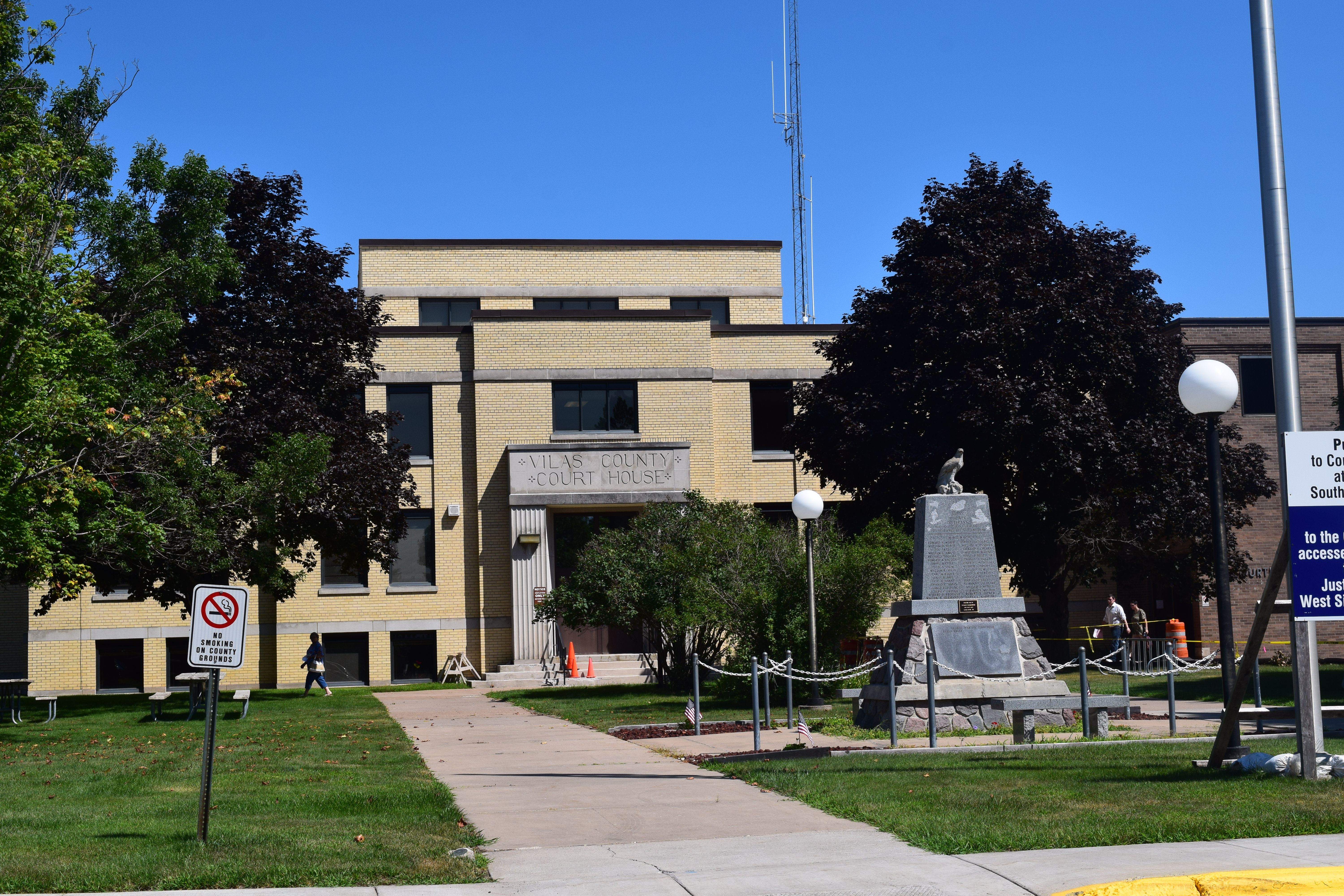
Palais de justice du comté de Vilas

En l'an 2000, sa population était de 21 033 habitants. 
Selon les données du Bureau du recensement des États-Unis, le comté de Vilas a une superficie de 2 636 km2 dont 2 263 km2 de terres et 373 km² d'étendues d'eau (rivières et lacs). Le comté de Vilas renferme 1 318 lacs.
Ce comté est entouré par les comtés suivants : 
- Comté de Gogebic - nord
- Comté d'Iron - nord-est
- Comté Forest - sud-est
- Comté d'Oneida - sud
- Comté de Price - sud-ouest

Pyramide des âges du recensement de 2000.

Le comté de Vilas compte 6 300 familles résidant sur son territoire. 
La population se répartit ainsi : 20,70 % n'ont pas encore 18 ans, 5 % ont entre 18 ans et 24 ans, 23,10 % ont entre 25 ans et 44 ans, 28,50 % ont entre 45 ans et 64 ans et 22,80 % ont plus de 65 ans. 
On recense 89 % de Blancs, 1 % de Noirs et 9 % d'Amérindiens.